# Краб Дерюгина
Краб Дерю́гина (лат. Sculptolithodes derjugini) — вид десятиногих ракообразных их инфраотряда неполнохвостых (Anomura), выделяемый в монотипический род Sculptolithodes. Как и другие представители семейства Lithodidae, относится к крабоидам: обладает внешним сходством с крабами (Brachyura), но легко отличим от них по редуцированной пятой паре ходильных ног и асимметричному брюшку у самок. Видовое название дано в честь русского зоолога К. М. Дерюгина (1878—1938).

## Внешний вид и строение
Длина карапакса до 4,7 см, а ширина до 4,6 см. На нём есть шесть крупных приплюснутых выпуклостей причудливой формы. Боковые края карапакса вздуты и несут по 5 тупых шипов. Рострум вздутый и массивный, похожий на булаву. На ходильных ногах тупые шипы, вздутия и пластинчатые выросты. Окрас карапакса оранжево-красный или зеленовато-коричневый, ходильные ноги тёмно-коричневые, а клешни ярко-красные.

## Распространение и места обитания
Краб Дерюгина обитает на севере Тихого океана от Татарского пролива до залива Петра Великого. Также водится у островов Малой Курильской гряды, у западного побережья Сахалина на глубинах 40—70 м, а ещё в Японии (острова Ребун и Рисири). В большинстве мест обитания встречается редко. Населяет глубины от 10 до 104 м. Живёт среди камней и ракушечника.

## Размножения
Самка вымётывает 1500—2500 икринок.

## Краб Дерюгина и человек
Краб Дерюгина был занесён в Красную книгу РФ, но исключён из неё в 2020 году.